# Furuta Oribe
Furuta Oribe (古田 重然?; Motosu, 1544 – Kyoto, 6 luglio 1615) è stato un daimyō e uno dei più celebri maestri giapponesi della cerimonia del tè (cha no yu), allievo di Sen no Rikyū e cerimoniere di Oda Nobunaga e Toyotomi Hideyoshi.

## Biografia
Nato Furuta Shigenari (古田 織部?), dopo aver servito come soldato divenne un daimyo di Oda Nobunaga, cui fu data la responsabilità del castello Fushimi, a Kyōto. Sposò Nakagawa Kiyohide, sorella di Ibaraki. 
Alla morte di Oda Nobunaga, Oribe passò al servizio di Hideyoshi, e in questo periodo probabilmente conobbe Rikyū, di cui divenne uno degli allievi migliori e più cari. Trascorse presso il maestro Rikyū circa dieci anni, durante i quali scrisse due opere: Oribe Densho ("Il libro dei segreti") e Oribe Hyakka ("I cento precetti"). Quando Rikyū partì per il confino nella sua casa natale di Sakai, solo Hosokawa Sansai e Furuta Oribe si recarono a salutarlo. Un tale atto di disobbedienza nei confronti del comune signore Hideyoshi sarebbe stato severamente punito, se scoperto: e da qui si può comprendere quanto profondo e sincero fosse il legame tra Oribe e il suo maestro, come tra Rikyū e i suoi discepoli. 
La generazione di maestri del tè del periodo di Nobunaga, Yamanoue Sōji (1590), Sen no Rikyū (1591), Tsuda Sogyu (1591), Imai Sokyu (1593), si estinse in pochi anni durante il dominio di Toyotomi Hideyoshi. Quasi tutti i maestri del tè, buddhisti di scuola zen, erano oppositori filosofici e politici dell'espansionismo militare di signori della guerra come Hideyoshi, e l'importanza della disciplina del tè li poneva in grande autorevolezza sociale e politica. In molti, come Rikyu, furono perciò perseguiti, esiliati o costretti al suicidio. L'arte del tè, conclusa la generazione di Nobunaga, smise di essere un'alternativa politica utopistica per il Giappone delle guerre civili, una via di condivisione paritaria e meritocratica del potere, e si avviò a essere cerimonia di Stato del periodo della Restaurazione Tokugawa, propaganda di una società strettamente gerarchizzata e fedele all'autorità. Il paradossale zen e l'anarchico Dao, ispiratori della precedente generazione di maestri del tè, furono abbandonati per abbracciare l'etica filiale confuciana, che garantiva un ordine sociale strettamente dipendente dalla oligarchia feudale.
Oribe, in virtù del proprio grado, superò indenne l'era di Hideyoshi e divenne il più eminente maestro del tè della nuova generazione. Insegnò tra gli altri allo shōgun Tokugawa Hidetada, al cui servizio passò dopo la morte di Hideyoshi. Tra i suoi studenti più conosciuti vi furono pure Kobori Enshū e Honami Kōetsu. 
Accusato tuttavia di ordire una cospirazione ai danni dei Tokugawa, cadde in disgrazia presso il suo signore e gli fu da lui ordinato il seppuku (insieme al figlio, forse il reale ideatore della cospirazione) nel 1615 durante l'assedio di Osaka. 

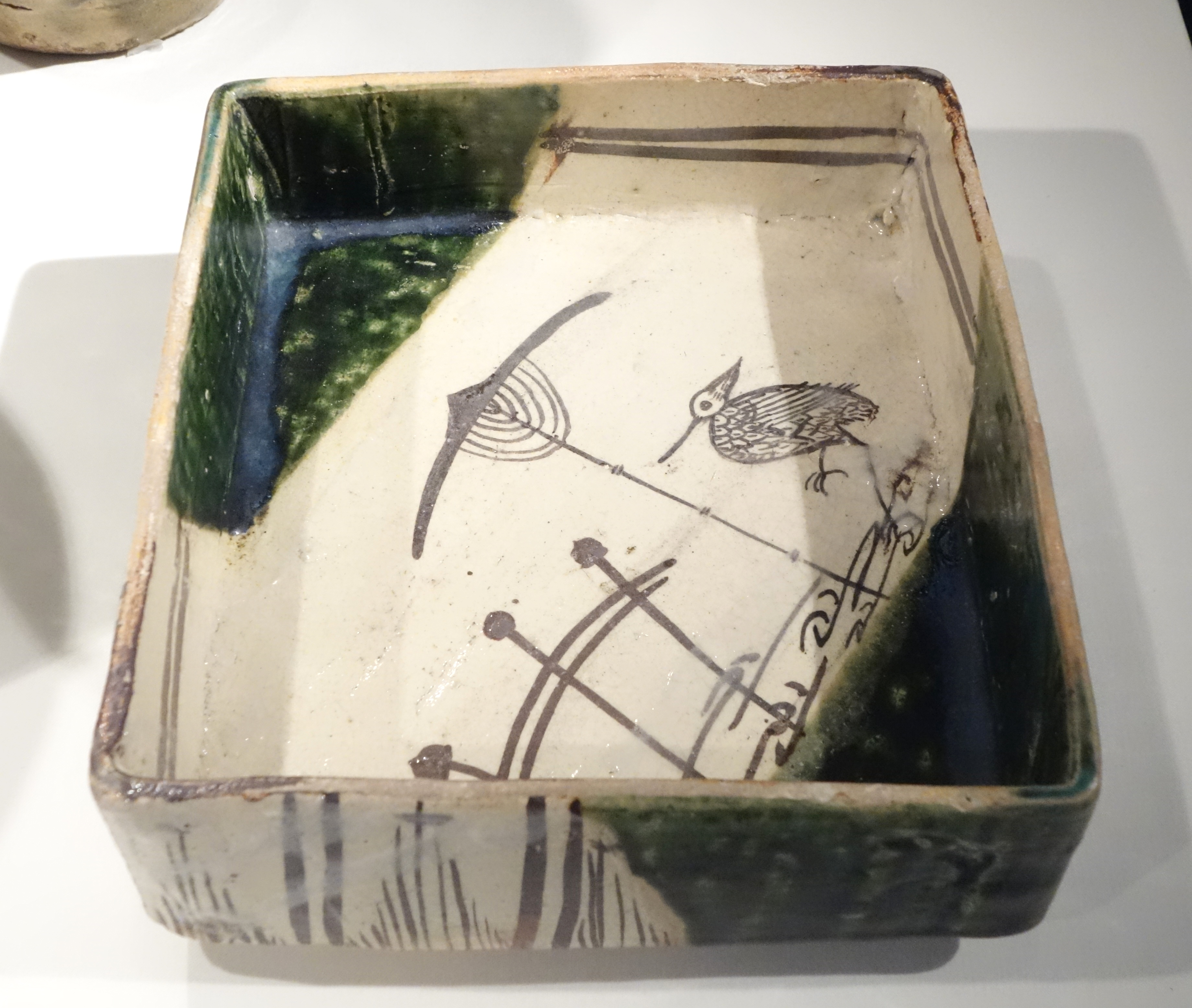
Un genere di produzione Oribe-yaki.

## Influenza e stile
L'influenza di Furuta Oribe, come quella dei più importanti maestri del tè, si estese a tutti i campi inerenti alla pratica cerimoniale e ai suoi scopi: dalla prassi della preparazione del tè, agli stili artistici e architettonici, all'arredamento e allo stile delle ceramiche.
Il tipo di cerimonia da lui stabilito è chiamato Oribe-ryū, e lo stile delle ceramiche Oribe-yaki. Disegnò anche un tipo di lanterna (tōrō) per il giardino del tè, conosciuta come Oribe-dōrō.

## Furuta Oribe nelle arti
Una delle opere più rilevanti, per valore artistico e fedeltà storica, tra quelle che hanno per protagonista Oribe è Honkakubo Ibun (Il testamento di Honkakubo), romanzo di Yasushi Inoue incentrato sulla vita di un discepolo di Sen no Rikyū, Honkakubo, e della sua ricostruzione dei motivi della morte del maestro. Da questo romanzo fu tratto il pregevole film Morte di un maestro del tè, per la regia di Kei Kumai, che fu vincitore del Leone d'argento alla Mostra di Venezia del 1989.